# Abuelita Charlestón
Abuelita Charlestón  es una película española del año 1962 y del género Comedia Musical, dirigida por Javier Setó y protagonizada, entre muchos y muchas otras, por Gracita Morales, Marujita Díaz y Luis Sánchez Polack, ‘Tip’.

## Argumento
Una de las brujas que pintó Goya descubrió el poder fascinador de las medias de seda sobre los hombres, ya que sus piernas aparecían como desnudas si bien estaban cubiertas y consiguió atraer a su amado gracias a ellas. A través de los tiempos hasta la (entonces) actualidad, las mujeres de una misma familia se han aprovechado de las cualidades fascinadoras de las medias de seda, lo cual da pie a numerosos enredos. 